# Мумбайский метрополитен
Мумбайский метрополитен — система скоростного пассажирского транспорта в индийском городе Мумбаи, штат Махараштра. Метрополитен призван снизить нагрузку на действующую систему пригородного железнодорожного сообщения. Строительство, начатое в 2006 году, проводится в трёх фазах в течение 15 лет, срок окончания работ намечен на 2021 год. Итоговая длина сети по планам должна составить 63 километра (39 миль). Единственная на данный момент существующая линия обслуживается компанией Mumbai Metro One Pvt Ltd (MOOPL) по контракту, заключённому на 35 лет.
В январе 2006 года премьер-министр Индии Манмохан Сингх установил закладной камень в честь начала строительных работ, которые вступили в активную фазу в феврале 2008 года. Успешный пробный запуск прошёл в феврале 2013 года, а 8 июня 2014 года метрополитен был официально открыт.

## Система

### Линия 1
Первая линия соединяет районы Версова, Андери в западной части и Гаткопар в восточной части, покрывая расстояние в 11,4 километра (7,1 миль). Строительные работы по сооружению линии входили в первую фазу строительства и начались 8 февраля 2008 года. Основная часть их была закончена к концу 2012 года. Открытие состоялось 8 июня 2014 года. Всего на линии на данной момент - 12 станций и её продолжение не планируется.
| Линия | Конечные | Конечные      | Открытие       | Длина   | Длина     | Длина    | Станции | Станции   | Станции  |
| Линия | Конечные | Конечные      | Открытие       | План    | Действует | Строится | План    | Действует | Строится |
| ----- | -------- | ------------- | -------------- | ------- | --------- | -------- | ------- | --------- | -------- |
| 1     | Версова  | Гаткопар      | 2 июня 2014 г. | 0 км    | 11.4 км   | 0 км     | 0       | 12        | 0        |
| 2     | Dahisar  | Mankhurd      | Планируется    | 40.2 км | 0 км      | 0 км     | 36      | 0         | 0        |
| 3     | Colaba   | SEEPZ         | Планируется    | 33 км   | 0 км      | 0 км     | 26      | 0         | 1        |
| 4     | Wadala   | Kasarvadavali | Планируется    | 32 км   | 0 км      | 0 км     | 24      | 6         | 0        |

## Эксплуатация

### Пассажиропоток
Средний дневной пассажиропоток на данный момент составляет 277 тысяч человек. Путь между станциями Версова и Гаткопар занимает в среднем 21 минуту.
Рекорд дневной посещаемости составляет 312 215 человек, а минимальная зафиксированная посещаемость 64 522 человека.
За первый год работы метрополитен перевёз более 90 миллионов человек.